# .cab
.cab från Cabinet file, "kabinettfil", är en filändelse för Microsoft Windows komprimerade arkivformat. Denna typ av filer används för komprimering och digitala signaturer för flera olika installationsprogram från Microsoft, såsom Setup API, Device Installer, AdvPack (för installation av ActiveX-komponenter från Internet Explorer) och Windows Installer.
Denna filtyp var ursprungligen kända som Diamond files.